# 元文都
元 文都（げん ぶんと、生年不詳 - 618年）は、隋の政治家。本貫は河南郡洛陽県。

## 経歴
北周の小冢宰・江陵総管の元則（元均の子）の子として生まれた。はじめ北周に仕えて右侍上士となった。隋が建国されると、内史舎人に任じられ、庫部曹郎・考功曹郎を歴任して、有能なことで知られた。抜擢されて尚書左丞となり、太府少卿に転じた。煬帝が即位すると、司農少卿・司隷大夫となった。御史大夫に任じられたが、事件に連座して免官された。まもなく復帰して太府卿となった。
616年（大業12年）、煬帝が江都宮に行幸すると、文都は段達・皇甫無逸・韋津らとともに東都留守をつとめた。618年（大業14年）、煬帝が宇文化及に殺害されると、文都は段達・韋津らとともに越王楊侗を皇帝に擁立した。文都は内史令に任じられ、開府儀同三司・光禄大夫・左驍衛大将軍・摂右翊衛将軍の位を受け、魯国公に封じられた。宇文化及が秦王楊浩を立てて彭城に到達し、東都に迫ったため、文都は李密に使者を派遣して官爵を与え、宇文化及との対決にそなえた。王世充は李密との和解に反対して、文都と対立した。楊侗が文都に御史大夫を兼任するよう求めると、王世充はこれに強く反対した。文都は盧楚らとともに王世充の殺害を計画した。王世充は密告を受けてその計画を知ると、含嘉城に帰って病と称し、呼び出しに応じなかった。夜になって王世充は兵を起こし、東太陽門から東都の宮城に攻め入って、紫微観で楊侗に拝謁した。王世充は元文都と盧楚の処断を訴え、楊侗は王世充の兵威に押されて許可した。文都は宮城を出されて興教門で王世充の部下に斬殺され、諸子もまた殺害された。

## 伝記資料
- 『隋書』巻71 列伝第36
- 『北史』巻17 列伝第5